# Parc Napoléon III

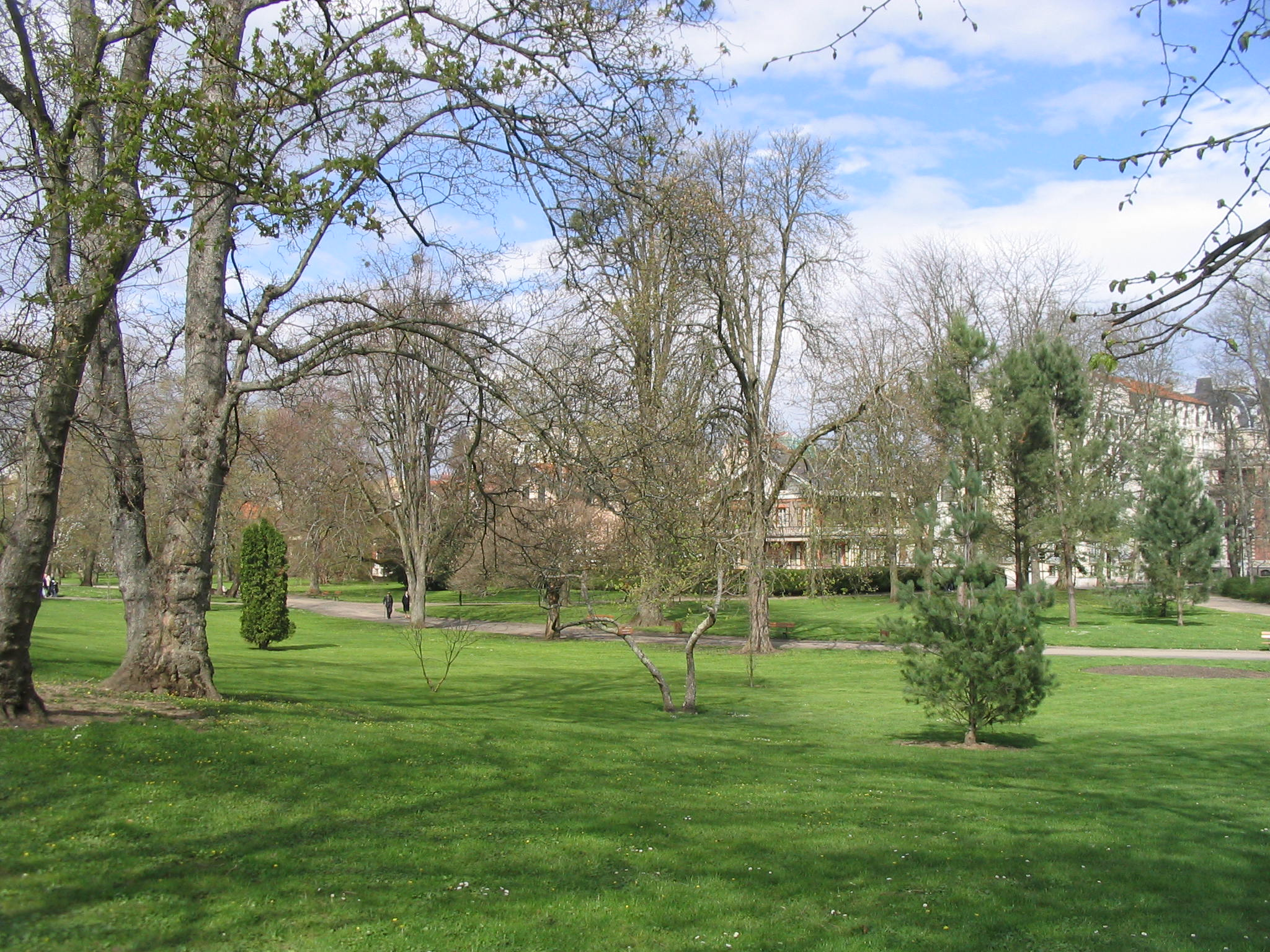

Het Parc Napoléon III is een openbaar park aan de oever van de Allier in de Franse stad Vichy. Het werd aangelegd in 1861 in opdracht van de Franse keizer Napoleon III, naar wie het park werd vernoemd.
De aanleg van het park kaderde in een ruimer plan om het kuuroord Vichy te promoten. De stad kreeg onder andere een eigen spoorwegstation. Een zijarm van de Allier werd afgedamd en drooggelegd om het park aan te leggen. Er werd gekozen voor een Engels landschapspark met onder andere ceders en sequoia's. Het park van 13 ha groot ligt tussen de rivier en de gebouwen voor de kuurgasten. In het park werden vijf houten chalets gebouwd die dienden als zomerverblijf voor de keizer en zijn gevolg. 
Zuidoostelijk van het park, aan de andere kant van de avenue Aristide-Briand en eveneens langs de oever van de Allier, ligt het Parc Kennedy. 